# Rupes Nigra
 Rupes Nigra  (Roca Negra) és una illa fantàstica d'enorme grandària, constituïda de roca negra imantada, que es creia estava situada en el pol Nord. L'existència d'aquesta illa pretenia explicar per què les brúixoles assenyalaven sempre cap al Pol Nord magnètic des de qualsevol punt.
La idea sembla que va partir d'un llibre desaparegut titulat inventio Fortunata d'autoria incerta i que es presumeix va ser escrit al segle xiv. El seu contingut només es coneix per referències de tercers i va tenir una important influència entre els cartògrafs dels segles xvi i xvii. El mateix Gerardus Mercator va arribar a representar la Rupes Nigra  en el seu atles pòstum publicat el 1606 on s'incloïa el primer mapa representant l'Àrtic. A més a més, dibuixava quatre petits continents al seu voltant, també fantàstics, immersos en un oceà turbulent.